# تاريخ الانتواع
بدأت الدراسة العلميّة للانتواع؛ أي دراسة الكيفيّة التي تتطوَّر بها الكائنات لتصير أنواعًا جديدة، منذ عهد تشارلز داروين في منتصف القرن التاسع عشر. نظر عدد من علماء الطبيعة في العلاقة بين الجغرافيا الحيويّة (الطريقة التي تتوزع بها الأنواع) وتطوُّر الأنواع. شهد القرن العشرين نموًا في مجال الانتواع، وكان الإسهام الرئيس فيه على يد إرنست ماير بأبحاثه عن الأنماط الجغرافيّة للأنواع والعلاقات بينها. ازداد المجال نموًا في التركيبة التطوريّة الحديثة في الجزء الأول من هذا القرن. ومنذ ذلك الوقت، توسَّع البحث في الانتواع كثيرًا.
أصبحت لغة الانتواع أكثر تعقيدًا، واستمرت المناظرات حول مخططات التصنيف والعزل التناسليّ. شهد القرن الحادي والعشرين انتعاشًا في دراسة الانتواع، عن طريق التقنيات الحديثة مثل علم الوراثة العرقيّ الجزيئيّ والنظاميات. انقسم الانتواع إلى أشكالٍ دقيقةٍ تتوافق مع معدَّلات تدفُّق الجينات بين جماعتين ناشئتين.

## التاريخ المُبكِّر
قدَّم تشارلز داروين فكرته؛ أن الأنواع تتطوَّر وتنقسم إلى أنساب منفصلة، مشيرًا إليها باسم تَمْيِيز specification في كتابه الصادر عام 1859 أصل الأنواع. صاغ المصطلح الحديث للتعبير عن هذا المفهوم «الانتواع» عالم الأحياء أوراتور ف. كوك عام 1906. ركَّز داروين في كتابه على التغيُّرات التي تحدث داخل النوع، ولم يركِّز كثيرًا على الكيفيّة التي ينقسم بها نوع إلى نوعين جديدين. عادة ما يُعتبر أن داروين لم يُجِبْ على عنوان كتابه، ولكنه بدلًا من ذلك رأى أن الانتواع يحدث نتيجة دخول النوع نمط حياتيّ جديد.

## رؤى داروين
ظهر جدالٌ حول نظر داروين في نموذج جغرافيّ حقيقيّ للانتواع في كتابه أصل الأنواع. في الفصل الحادي عشر، «التوزيع الجغرافيّ»، ناقش داروين العوائق الجغرافيّة للهجرة، وبدأ من مثال يقول فيه «أن أي عائق من أي نوع، أو عقبة للهجرة الحرة، ترتبط بعلاقة وثيقة ومهمة بالاختلافات بين مُنتَجات المناطق المختلفة [من العالم]». يرى ف. ج. سولواي أن موقف داروين عن الانتواع «مُضلل» وأضلَّ واجنر ودافيد ستار للاعتقاد أن داروين رأى أن الانتواع المتواطن هو الطريقة الأكثر أهمية للانتواع. إلا أن داروين لم يقبل بصورة كاملة مفهوم واجنر عن الانتواع الجغرافيّ.
رأى عالم الأحياء التطوريّة جاميس ماليت أن الشعار المنتشر بشأن عدم مناقشة داروين للانتواع في كتابه أصل الأنواع خادع. بدأ هذا الادعاء مع توماس هنري هاكسلي وجورج رومانيس (معاصري داروين)، حيث أعلنا أن داروين فشل في تفسير أصل عقم الهجائن. قامت ادعاءات مثيلة في المدرسة الطفراتيّة خلال آخر القرن العشرين، وحتى بعد التركيبة التطوريّة الحديثة على يد ريتشارد غولدشميت.

## التأثير الجغرافيّ الحيويّ
كان تأثير العوامل الجغرافيّة على الأنواع موجودًا حتى قبل أيام داروين، حيث كان الكثيرون من علماء الطبيعة على وعي بدور العزلة على علاقات الأنواع. في عام 1833، نشر كونستانتين غولغير «اختلافات الطيور تحت تأثير المناخ» والذي وصف فيه الاختلافات الجغرافيّة، ولكنه لم يبد اعتبارًا للعزلة الجغرافيّة كمؤشِّر على أحداث الانتواع السابقة. درس عالم طبيعة آخر، ولاستون عام 1856، خنافس الجزر مقارنةً بخنافس القارة، ورأى العزلة عاملًا جوهريًّا لتمايزهم. ولكنه لم يعزِ سبب هذا النمط للانتواع. اعتبر عالم الطبيعة ليوبولد فون بوخ 1825 أن الأنماط الجغرافيّة تُعبِّر عن نفسها في الانتواع وقال علنًا أن العزلة الجغرافيّة قد تؤدي إلى فصل الأنواع وانتواعها إلى أنواع جديدة. ظنَّ ماير أن فون بوخ كان عالم الطبيعة الأول الذي يتحدث عن الانتواع الجغرافيّ. قَبِل علماء طبيعة آخرون مثل هنري والتر بيتس 1863 بتلك الأنماط كدليل على الانتواع، لكن بيتس لم يقترح نموذجًا متماسكًا.

## التركيبة التطوريّة الحديثة
لم يقم علماء الوراثة في ذلك الوقت بالكثير من أجل تذليل الفجوة بين وراثة الانتخاب الطبيعيّ وأصل العوائق التناسليّة بين الأنواع. اقترح رونالد فيشر نموذجًا للانتواع في كتابه عام 1930 «النظرية العامة عن الانتخاب الطبيعيّ» حيث وصف فيها الانتخاب المُربك الذي يعمل على الجماعات المتواطنة أو المجاورة، حيث يكتمل العزل التناسليّ بالقوة. لم يعتبر علماء الوراثة الآخرون مثل جون هولدين أن الأنواع حقيقيّة من الأساس، بينما تجاهل سيوال رايت هذا الموضوع، بالرغم من قبوله للانتواع متباين الموطن.
كان المساهمون الأوائل لدمج الانتواع في التركيبة التطوريّة الحديثة هم إرنست ماير وثيودوسيوس دوبجانسكي. دوبجانسكي، عالم الوراثة، نشر «علم الوراثة وأصل الأنواع» في 1937، والذي صاغ فيه الإطار الوراثيّ للكيفيّة التي يتم بها الانتواع. لقد اعتبر أن الانتواع هو مشكلة لم تُحل في علم الأحياء حتى وقته، رافضًا موقف داروين الذي يرى أن الانتواع يحدث بشغل مواطن جديدة، ورأى أن العزلة التناسليّة قائمة على عوائق لتدفُّق الجينات. قام ماير بالعديد من الأعمال على جغرافيّة الأنواع، مؤكدًا على أهمية الفصل والعزل الجغرافيّ، وبالتالي قام بملئ فجوات دوبجانسكي المتعلِّقة بأصل التنوُّع الحيويّ (في كتابه عام 1942). ساهم عمل العالمين، مع بعض الجدالات، في الفهم الحديث للانتواع، فصنعا زخرًا من البحث العلميّ حول الموضوع. كما امتدَّ هذا العمل إلى النبات بالإضافة إلى الحيوان، بعد نشر كتاب جورج ليديارد ستودارد، «الاختلاف والتطوُّر في النبات»، ثم كتاب فيرني غرانت عام 1981 «انتواع النبات».